# Maja Pačarić
Maja Pačarić (* 16. Dezember 1993) ist eine kroatische Leichtathletin, die sich auf den Mittelstreckenlauf spezialisiert hat.

## Sportliche Laufbahn
Erste internationale Erfahrungen sammelte Maja Pačarić im Jahr 2009, als sie bei den Jugendweltmeisterschaften in Brixen im 800-Meter-Lauf mit 2:10,12 min im Halbfinale ausschied. Anschließend schied sie beim Europäischen Olympischen Jugendfestival (EYOF) in Tampere mit 2:11,56 min im Vorlauf aus. Auch bei den Junioreneuropameisterschaften 2011 in Tallinn kam sie mit 2:12,55 min nicht über die Vorrunde hinaus. Von 2013 an studierte sie an der University of Toledo in Ohio und bestritt bis 2017 ausschließlich Wettkämpfe in den Vereinigten Staaten und bestritt dann vorerst keine Wettkämpfe mehr. 2020 kehrte sie dann zur Leichtathletik zurück und belegte bei den Balkan-Meisterschaften in Cluj-Napoca in 2:09,27 min den fünften Platz über 800 Meter und erreichte im 1500-Meter-Lauf nach 4:22,14 min Rang vier. Im Jahr darauf wurde sie bei den Balkan-Hallenmeisterschaften in Istanbul in 4:26,08 min Achte über 1500 Meter. Bei den Freiluftmeisterschaften Ende Juni in Smederevo siegte sie in 2:04,26 min über 800 m und gewann in 4:20,72 min die Silbermedaille im 1500-Meter-Lauf. Zudem belegte sie mit der kroatischen 4-mal-400-Meter-Staffel in 3:44,67 min den fünften Platz.  
In den Jahren 2020 und 2021 wurde Pačarić kroatische Meisterin im 800-Meter-Lauf im Freien sowie 2021 in der Halle. Zudem siegte sie 2021 auch über 1500 m.

## Persönliche Bestleistung
- 800 Meter: 2:04,26 min, 26. Juni 2021 in Smederevo
  - 800 Meter (Halle): 2:09,06 min, 7. Februar 2021 in Zagreb
- 1500 Meter: 4:20,74 min, 27. Juni 2021 in Smederevo
  - 1500 Meter (Halle): 4:26,08 min, 20. Februar 2021 in Istanbul